# نمل ماتابيلي
نملة ماتابيلي (الاسم العلمي Megaponera) هي نوع وحيد من جنس ميغابونيرا. وهي نوع من أنواع نمل بونيري، تنتشر على نطاق واسع في جنوب الصحراء الكبرى، ويقوم نمل ماتابيلي بشن غارات على النمل الأبيض من مرتين إلى أربع مرات في اليوم، كما أنه يمكن لجرحا نمل ماتابيلي إفراز مادة كيميائية استغاثية لأسعافهم من قبل باقي النمل.
وهي واحدة من أكبر أنواع النمل في العالم حيث يصل طولها إلى حوالي 20 ملم (0.79 بوصة).